# 나의 그리스식 웨딩
《나의 그리스식 웨딩》(영어: My Big Fat Greek Wedding)은 2002년에 개봉된 미국과 캐나다의 합작 로맨틱 코미디 영화이다. 니아 바달로스가 각본을 쓰고 존 코빗 등과 함께 출연하였다. 리타 윌슨, 톰 행크스 등이 제작하였다.
바달로스는 이 영화를 통해 2003년 제75회 아카데미상에서 각본상 후보에 올랐다.
2016년에 속편인 《나의 그리스식 웨딩 2》가 개봉했다.

## 줄거리
부모님이 경영하는 시카고 그리스 식당에서 일하는 30살 툴라는 무조건 그리스계 남자와 결혼하라는 압박을 받아 왔다. 그러나 툴라는 친척 불라가 운영하는 여행사에서 일하게 되면서 그리스인이 아니며 채식주의자인 미남 교사 이언을 만나 사랑에 빠진다.

## 출연진
- 니아 바달로스 - 포툴라 “툴라” 포터칼러스(포르토칼로스) 역
- 존 코빗 - 이언 밀러 역
- 레이니 커잰 - 마리아 포터칼러스 역
- 마이클 콘스턴틴 - 코스터스 “거스” 포터칼러스 역
- 앤드리아 마틴 - 불라 아줌마 역
- 루이스 맨딜로어 - 니코스 “닉” 포터칼러스 역
- 제리 멘디시노 - 타키 아저씨 역
- 조이 퍼톤 - 사촌 앤절로 역
- 지아 커리디스 - 사촌 니키 역
- 스타브룰라 로고테티스 - 어시나 포터칼러스 역
- 이언 고메즈 - 마이크 역
- 브루스 그레이 - 로드니 밀러 역
- 피오나 리드 - 해리엇 밀러 역
- 제인 이스트우드 - 화이트 부인 역

## 우리말 녹음
| SBS 성우진 (2005년 10월 29일) - 윤소라 - 툴라(니아 바달로스) - 성완경 - 이언(존 코빗) - 박민아 - 마리아(레이니 커잰) - 황일청 - 거스(마이클 콘스턴틴) - 이진화 - 불라(앤드리아 마틴) - 조동희 - 타키(제리 멘디시노) - 이용순 - 니키(지아 커리디스) - 엄태국 - 닉(루이스 맨딜로어) - 정승욱 - 마이크(이언 고메즈) - 기경옥 - 어시나(스타브룰라 로고테티스) - 고재균 - 로드니(브루스 그레이) - 안정현 - 해리엇(피오나 리드) - 변영희 - 앤절로(조이 퍼톤) - 김지혜 - 프리다 | KBS 성우진 (2013년 10월 25일) - 오인실 - 툴라(니아 발다로스) - 홍시호 - 이언(존 코빗) - 안경진 - 마리아(레이니 커잰) - 장광 - 거스(마이클 콘스턴틴) - 김옥경 - 불라(앤드리아 마틴) - 이봉준 - 로드니(브루스 그레이) - 임은정 - 해리엇(피오나 리드) - 박영재 - 타키(제리 멘디시노) / 마이클(이언 고메즈) - 홍수정 - 어시나(스타브룰라 로고테티스) / 금발의 소녀(케일리 비에라) - 방우호 - 그리스어 선생님(존 칼랑기스) - 주재규 - 니코(루이스 맨딜로어) - 지화정 - 니키(지아 커리디스) - 정성훈 - 앤절로(조이 퍼톤) |  |